# 基里亞科斯·米佐塔基斯
基里亞科斯·米佐塔基斯（希臘語：Κυριάκος Μητσοτάκης，發音：[cirˈʝakos mit͡soˈtacis]；1968年3月4日—）是希臘共和國的一位政治家，自2016年1月以来，他担任新民主黨的黨魁。他于2011年—2015年之间担任希腊行政改革与电子政务部部长。他自2004年以来被选为希腊议会代表雅典B选区的议员。2019年希腊议会选举獲勝，出任希臘總理。

## 生平

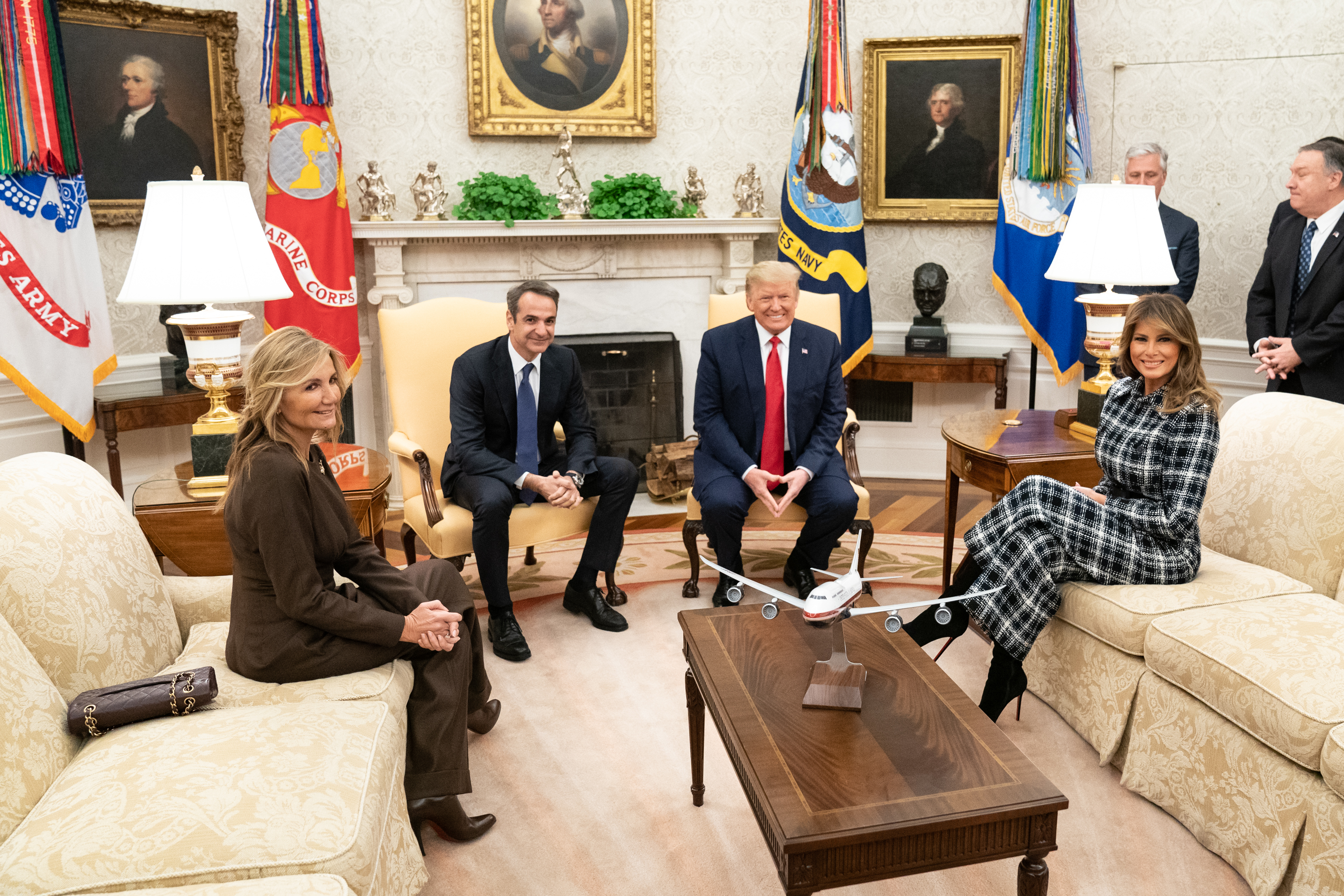
2020年1月7日，米佐塔基斯和夫人玛瑞瓦·格拉博夫斯基在椭圆形办公室与美国总统唐纳德·特朗普和美国第一夫人梅拉尼娅·特朗普会面

他出生于雅典，是希腊前总理和新民主党名誉主席康斯坦蒂诺斯·米佐塔基斯和妻子玛丽卡的儿子。
他于1986年毕业于雅典学院。在1986年至1990年间就读于哈佛大学，并获得社会研究学士学位。在1992至1993年间就读于斯坦福大学，获得国际关系硕士学位。在1993至1995年间，就读于哈佛大学商学院并获得MBA学位。
自2004年以來，他是雅典B區選出的希臘國會議員。2016年1月10日，他當選新民主黨黨魁。2019年希腊议会选举獲勝，出任希臘總理。2023年6月25日，米佐塔基斯領導的新民主黨再於國會選舉中獲得多數席位，可以組建第二個四年制政府。